# Landesamt für Geoinformation und Landesvermessung Niedersachsen
Das Landesamt für Geoinformation und Landesvermessung Niedersachsen (LGLN) nimmt in Niedersachsen die weitgehend hoheitlichen Aufgaben der Vermessungs- und Katasterverwaltung (VKV) wahr. Die Behörden der VKV unterlagen in den 2010er Jahren einem teils gravierendem Reformationsprozess. Im Laufe des Reformprozesses erfuhr selbst die Abkürzung LGLN eine unterschiedliche Inhaltsbestimmung.

## Geschichte

### Verwaltungsreform 1996
Im Jahr 1996 wurden die bisher eigenständigen 53 Katasterämter zum ersten Mal zu 24 übergeordneten Vermessungs- und Katasterbehörden (VKB) zusammengefasst.
| VKB                     | Sitz                 | Landkreise                       | Kreisfreie Städte        | Regierungsbezirk |
| ----------------------- | -------------------- | -------------------------------- | ------------------------ | ---------------- |
| Alfeld / Hildesheim     | Alfeld               | Hildesheim                       |                          | Hannover         |
| Braunschweiger Land     | Salzgitter           | Peine, Wolfenbüttel              | Braunschweig, Salzgitter | Braunschweig     |
| Cuxhaven                | Otterndorf           | Cuxhaven                         |                          | Lüneburg         |
| Emsland                 | Meppen               | Emsland                          |                          | Weser-Ems        |
| Grafschaft Bentheim     | Nordhorn             | Grafschaft Bentheim              |                          | Weser-Ems        |
| Hannover                | Hannover             | Region Hannover                  |                          | Hannover         |
| Harz                    | Osterode             | Goslar, Osterode                 |                          | Braunschweig     |
| Jade / Weser            | Varel                | Friesland, Wesermarsch           | Wilhelmshaven            | Weser-Ems        |
| Leer                    | Leer                 | Leer                             |                          | Weser-Ems        |
| Nienburg (Weser)        | Nienburg             | Nienburg                         |                          | Hannover         |
| Oldenburger Land        | Oldenburg            | Ammerland, Oldenburg             | Delmenhorst, Oldenburg   | Weser-Ems        |
| Oldenburger Münsterland | Cloppenburg          | Cloppenburg, Vechta              |                          | Weser-Ems        |
| Osnabrück               | Osnabrück            | Osnabrück                        | Osnabrück                | Weser-Ems        |
| Osterholz / Verden      | Osterholz-Scharmbeck | Osterholz, Verden                |                          | Lüneburg         |
| Ostfriesland            | Aurich               | Aurich, Wittmund                 | Emden                    | Weser-Ems        |
| Rotenburg / Stade       | Bremervörde          | Rotenburg (Wümme), Stade         |                          | Lüneburg         |
| Schaumburg              | Rinteln              | Schaumburg                       |                          | Hannover         |
| Soltau-Fallingbostel    | Soltau               | Soltau-Fallingbostel             |                          | Lüneburg         |
| Südniedersachsen        | Northeim             | Göttingen, Northeim              |                          | Braunschweig     |
| Südostheide             | Uelzen               | Celle, Lüchow-Dannenberg, Uelzen |                          | Lüneburg         |
| Syke / Sulingen         | Syke                 | Diepholz                         |                          | Hannover         |
| Weserbergland           | Hameln               | Hameln, Holzminden               |                          | Hannover         |
| Winsen / Lüneburg       | Lüneburg             | Harburg, Lüneburg                |                          | Lüneburg         |
| Wolfsburg               | Wolfsburg            | Gifhorn, Helmstedt               | Wolfsburg                | Braunschweig     |

Der Zuschnitt der VKB richtete sich nach den zu diesem Zeitpunkt bestehenden Regierungsbezirken, da die VKB den Bezirksregierungen ungeordnet waren. In Niedersachsen gibt es mehr Katasterämter als Landkreise (38) und kreisfreie Städte (8). In diesem Umstand zeigen sich Nachwirkungen der Landkreisreformen der 1970er, da die Katasterämter der alten Kreisstädte z. T. fortbestehen. So sind z. B. innerhalb des Landkreises Rotenburg (Wümme) mit den Standorten in Bremervörde und Rotenburg zwei Katasterämter vorhanden (der heute Landkreis Rotenburg (Wümme) entstand 1977 aus den beiden entsprechenden Kreisen). Für das Gebiet des ehemaligen Landkreises Hannover (heute Region Hannover) wurden hingegen nach Fusion der Vorgängerlandkreise 1974 auch die Katasterämter Burgdorf, Springe und Neustadt am Rübenberge 1975 mit dem Amt in Hannover vereinigt. Weiterhin kann es vorkommen, dass das jeweilige Katasteramt nicht zwingend am Sitz des zugehörigen Landkreises vorzufinden ist. Dies trifft etwa für Rinteln im Landkreis Schaumburg (Sitz in Stadthagen) zu. Auch hier sind historische Gründe ursächlich: Rinteln war bis 1977 Sitz des Landkreises Grafschaft Schaumburg, der mit dem Landkreis Schaumburg-Lippe zum Landkreis Schaumburg vereinigt wurde.

### Verwaltungsreform 2005
Durch Beschluss der Niedersächsischen Landesregierung vom 13. Juli 2004 entstanden in Niedersachsen zum 1. Januar 2005 die Behörden für Geoinformation, Landentwicklung und Liegenschaften (GLL). An insgesamt 14 Standorten übernahm diese Behörde sowohl die Aufgaben der Vermessungs- und Katasterverwaltung (VKV) als auch der Niedersächsischen Verwaltung für Landentwicklung (NVL). Damit verbunden war die Auflösung der vier Bezirksregierungen in Niedersachsen. Ein Novum stellte die Struktur der Dienst- und Fachaufsicht dar: Sie lag sowohl beim Niedersächsischen Ministerium für Inneres, Sport und Integration (MI) als auch dem Niedersächsischen Ministerium für Ernährung, Landwirtschaft, Verbraucherschutz und Landesentwicklung (ML).

#### Räumliche Zuständigkeitsbereiche
| GLL          | Sitz         | Landkreise                                   | Kreisfreie Städte        |
| ------------ | ------------ | -------------------------------------------- | ------------------------ |
| Aurich       | Aurich       | Aurich, Leer, Wittmund, Friesland            | Emden, Wilhelmshaven     |
| Braunschweig | Braunschweig | Goslar, Peine, Wolfenbüttel                  | Braunschweig, Salzgitter |
| Cloppenburg  | Cloppenburg  | Cloppenburg, Oldenburg, Vechta               | Delmenhorst              |
| Hameln       | Hameln       | Hameln, Hildesheim, Holzminden, Schaumburg   |                          |
| Hannover     | Hannover     | Region Hannover                              |                          |
| Lüneburg     | Lüneburg     | Harburg, Lüchow-Dannenberg, Lüneburg, Uelzen |                          |
| Meppen       | Meppen       | Emsland, Grafschaft Bentheim                 |                          |
| Northeim     | Northeim     | Göttingen, Northeim                          |                          |
| Sulingen     | Sulingen     | Diepholz, Nienburg                           |                          |
| Oldenburg    | Oldenburg    | Ammerland, Wesermarsch                       | Oldenburg                |
| Osnabrück    | Osnabrück    | Osnabrück                                    | Osnabrück                |
| Otterndorf   | Otterndorf   | Cuxhaven, Osterholz, Stade                   |                          |
| Verden       | Verden       | Heidekreis, Rotenburg (Wümme), Verden        |                          |
| Wolfsburg    | Wolfsburg    | Celle, Gifhorn, Helmstedt                    | Wolfsburg                |

#### Organisationsstruktur und Aufgaben

##### Dezernat 1: Querschnittsaufgaben
Zuständig für alle Querschnittsaufgaben einer Regionaldirektion ist das Dezernat 1 „Zentrale Aufgaben“, insbesondere Organisation, Personal, Haushalt, Kasse, Kosten- und Leistungsrechnung, Informations- und Kommunikationstechnik.

##### Dezernat 2: Geodatenmanagement
Das Dezernat 2 „Geodatenmanagement“, übernimmt die zentrale Aufgabe des Managements der Geodatenbasis, bestehend aus Geobasisdaten, Geofachdaten und Metadaten inklusive Marketing. Geodaten sind thematische Daten mit Ortsbezug. Auf Grund der wachsenden Anforderungen bei der Bereitstellung und Nutzung von Geodaten, wird die flächendeckende Geodateninfrastruktur Niedersachsen (GDI-NI) ständig weiterentwickelt. Eine GDI umfasst Geodaten, Netzwerke, Dienste und Standards. Das Dezernat ist auch für die Datenbereitstellung aus dem Amtlichen Liegenschafts Katasterinformationssystem (ALKIS) für interne und externe Kunden, sowie nutzerspezifische Datenabgaben  zuständig. Ein weiterer Schwerpunkt des GIS-Services ist die Erstellung von auftragsbezogenen Themenkarten, wie Stadtkarten, Hofkarten, Jagdkarten, in analogen (Druck) und digitaler Form, sowie die Betreuung vom internetbasierten Auskunftssystem (ASL).

##### Dezernat 3: Amt für Landentwicklung
Im Dezernat 3.1 „Strukturförderung ländlicher Raum“ werden als Aufgabengebiete die Dorferneuerung, Entwicklung typischer Landschaften und der ländlichen Räume, ländliche Wegebau, integrierten ländlichen Entwicklungskonzepte (ILEK) und das Regionalmanagement, sowie sämtliche Rechtsangelegenheiten der GLL wahrgenommen.
Für die Planung und Durchführung von Verfahren nach dem Flurbereinigungsgesetz ist das Dezernat 3.2 „Flurbereinigung Landmanagement“ zuständig.

##### Dezernat 4: Wertermittlung, städtebauliche Bodenordnung
Das Dezernat 4 „Wertermittlung und städtebauliche Bodenordnung“ umfasst die Fachbereiche der Wertermittlung und den Bodenordnungsverfahren, hier überwiegend Umlegungen. Das Dezernat führt die Kaufpreissammlung und erstellt für ausgewählte Städte einen Mietpreisspiegel. Mit dem Fachwissen des Gutachterausschusses werden so genannte Verkehrswertgutachten erstellt.

##### Dezernate 5: Katasterämter
Die Dezernate 5 für „Liegenschaftskataster und Vermessung“ umfassten die Aufgabenbereiche der bisherigen Katasterämter. Nach dem Niedersächsischen Gesetz über das amtliche Vermessungswesen (NVermG) sind diese für die Führung der Nachweise des Liegenschaftskatasters, die Erfassung von Geobasisdaten und die Bereitstellung von wesentlichen Angaben zu Grund und Boden zuständig.
Jeder GLL waren jeweils mehrere Katasterämter (5.1 bis 5.x) zugeordnet. So beinhaltete beispielsweise die GLL Northeim die Katasterämter Northeim (5.1), Göttingen (5.2) und Osterode am Harz (5.3). Zwei Regionaldirektionen hatten durch den Zuschnitt ihrer Zuständigkeitsbereiche nur ein Dezernat 5: Hannover und Osnabrück. Eine vollständige Übersicht erhält man auf der Homepage der GLL.

##### Dezernat 6: Landesweite Vorortaufgaben
Die Dezernat 6 dienten nach Schaffung der GLL zunächst als „Auffangbecken“ von Aufgaben, die aus den aufgelösten Bezirksregierungen in die GLL verlagert wurden und sich nicht den anderen Dezernaten zuordnen ließen (u. a. Fachaufsicht, Kosten- und Leistungsrechnung). Demzufolge waren diese Dezernate unter der Bezeichnung „Landesweite Vorortaufgaben des Landes Niedersachsen“ nur an den drei Standorten Braunschweig, Lüneburg und Oldenburg vorhanden. Im Zuge weiterer Reformen verblieb letztlich nur der Obere Gutachterausschuss am Standort Oldenburg als Dezernat 6 erhalten. 2012 wurde der Kampfmittelbeseitigungsdienst Niedersachsen (KBD) als Dezernat 6 der Regionaldirektion Hannover zugeordnet.

##### Dezernat 7: Domänenverwaltung
Der Domänenverwaltung im Dezernat 7 oblag es, die vorhandenen Domänen (derzeit 99 Betriebe) zu betreuen, die weitgehend von Pächtern bewirtschaftet werden. Hierbei werden im Rahmen der Vertragsgestaltung auch Modellprojekte im Rahmen der Landespolitik zur beispielgebenden Landwirtschaft verankert, aber auch Sonderaufträge für Forschungsfragen aus diesem Bereich berücksichtigt. Da eine Vielzahl der Gebäude der Domänenverwaltung unter Denkmalschutz steht, sind besondere Anforderungen zu berücksichtigen.
Daneben verpachtet die Domänenverwaltung landwirtschaftliche Einzelparzellen des Landes, die vielfach auch in größeren zusammenhängenden Komplexen liegen. Dabei werden agrarstrukturelle Belange berücksichtigt. Da mehr als die Hälfte aller Nutzflächen der Domänenverwaltung in Naturschutzvorrangbereichen liegen, sind Bewirtschaftungsformen mit den Pächtern abzustimmen, die die jeweiligen Naturschutzziele berücksichtigen. Der gesamte Flächenbestand landwirtschaftlicher Nutzflächen beträgt zurzeit rund 22.500 ha.
Daneben gehören umfangreiche Nebenflächen zum domänenfiskalischen Besitz. Hierzu zählen Gewässerflächen, Heiden, Dünen, Strandflächen und viele mehr, die aus Gründen der Daseinsvorsorge im Landeseigentum stehen. Die Flächen umfassen zurzeit rund 22.400 ha. Neben der Wahrnehmung der Eigentümerfunktion obliegt es der Domänenverwaltung in diesem Bereich, Entgelte für Sondernutzungen aus dem Freizeitbereich oder anderen Sektoren zu vereinbaren. Ebenso verwaltet die Domänenverwaltung entsprechende Jagd- und Fischereirechte, die mit dem Landeseigentum in Verbindung stehen.
Verwaltung für Dritte:
Hierunter fallen Flächen, die von der Naturschutzverwaltung des Landes erworben wurden. Dabei sind entsprechende Pachtverträge zu betreuen, die für diese Flächen grundsätzlich Bewirtschaftungsauflagen zur Stärkung des Naturhaushalts vorsehen. Zurzeit sind dies rund 15.000 ha.
Ebenso wird das landwirtschaftliche Vermögen des Braunschweigischen Vereinigten Kloster- und Studienfonds und der Braunschweig-Stiftung im ehemaligen Land Braunschweig und in Sachsen-Anhalt verwaltet. Dies geschieht in Kooperation mit der Stiftung Braunschweiger Kulturbesitz (rund 9.300 ha).

##### Dezernat 8: Moorverwaltung

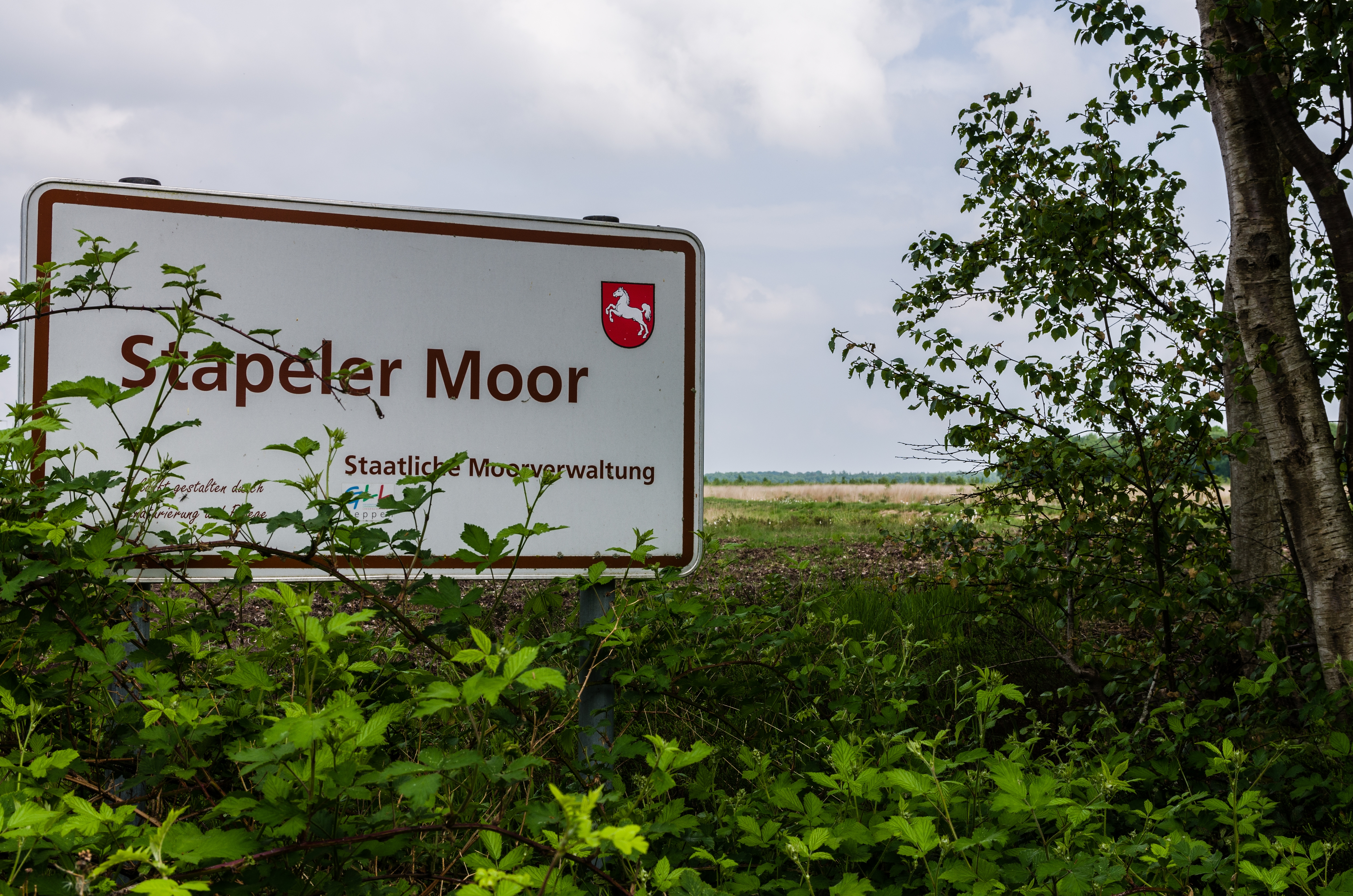
Schild der Staatlichen Moorverwaltung im NSG Stapeler Moor

Hatte die Moorverwaltung ursprünglich den Auftrag, Siedlungsland durch die Kultivierung von Mooren für Landwirte zu schaffen, ist sie heute für die Umsetzung der Ziele des Niedersächsischen Moorschutzprogramms auf landeseigenen Flächen mit dem Schwerpunkt in der Weser-Ems-Region tätig.
Hierzu zählt besonders die Wiedervernässung ehemals industriell abgetorfter Moorflächen (zurzeit rd. 7.400 ha), aber auch die Verpachtung landeseigener Landwirtschaftsflächen im Umfeld der Moore, für die im Hinblick auf die Naturschutzziele Extensivierungsauflagen erfolgen (zurzeit 2.100 ha). Als Aufgabe mit abnehmender Bedeutung ist sie auch für die Betreuung der landeseigenen Abtorfungsflächen zuständig, auf denen zurzeit noch aufgrund langfristiger Verträge Torf geworben wird (zurzeit 3.500 ha).

##### Besonderheit in der Behörde: Servicezentrum Landentwicklung und Agrarförderung
Das Servicezentrum Landentwicklung und Agrarförderung (SLA) fungiert als zentrale technische Dienststelle der Agrarverwaltung in Niedersachsen mit direktem Zugriffsrecht durch das Ministerium für Ernährung, Landwirtschaft, Verbraucherschutz und Landesentwicklung (ML). Das SLA gewährleistet eine Infrastruktur durch IT-Services. Durch die Arbeit des SLA wird die Vergabe und Auszahlung von über 1 Mrd. EUR jährlich an Fördergeldern an den ländlichen Raum und die Landwirtschaft in Niedersachsen ermöglicht. Organisatorisch war das SLA ebenfalls als Dezernat 6 der GLL Hannover angegliedert.

### Verwaltungsreform 2011
Das neu gebildete Landesamt für Geoinformation und Landesvermessung Niedersachsen (LGLN) nahm seit dem 1. Januar 2011 die Aufgaben der GLL sowie des Landesbetrieb für Landesvermessung und Geobasisinformation Niedersachsen (LGN) wahr. Die Dienst- und Fachaufsicht lag weiterhin sowohl beim Niedersächsischen Ministerium für Inneres, Sport und Integration (MI) als auch dem Niedersächsischen Ministerium für Ernährung, Landwirtschaft, Verbraucherschutz und Landesentwicklung (ML). Das LGLN wurde durch einen zweiköpfigen Vorstand geleitet, der sich in zwei Vorstandsbereiche aufteilte: Vorstandsbereich VKV und Vorstandsbereich NVL. Der Vorstand für den Bereich VKV nahm gleichzeitig die Aufgabe des Vorstandsvorsitzenden wahr.

#### Geschäftsbereich 4: Landesvermessung und Geobasisinformation
Der bisher eigenständige Landesbetrieb wurde in das LGLN als Geschäftsbereich 4 integriert. Die Aufgabenwahrnehmung blieb unverändert.

#### Geschäftsbereich 5: Servicezentrum Landentwicklung und Agrarförderung
Im Zuge dieser Reform wurde das Servicezentrum Landentwicklung und Agrarförderung aus der GLL Hannover ausgegliedert und nun als eigenständiger Geschäftsbereich geführt. Die Aufgabendefinition des SLA blieb unverändert.

#### Geschäftsbereich Regionaldirektionen
Durch diese Reform wurden die bisher eigenständigen Behörden für GLL zu 14 Regionaldirektionen (RD) des Landesamtes umgebildet. Die räumliche Zuständigkeit der Regionaldirektionen blieb unverändert. Die einzelnen Behörden waren weiterhin in jeweils bis zu 8 Dezernate unterteilt.
| Regionaldirektion | Sitz         | Landkreise                                   | Kreisfreie Städte        |
| ----------------- | ------------ | -------------------------------------------- | ------------------------ |
| Aurich            | Aurich       | Aurich, Leer, Wittmund                       | Emden                    |
| Braunschweig      | Braunschweig | Goslar, Peine, Wolfenbüttel                  | Braunschweig, Salzgitter |
| Cloppenburg       | Cloppenburg  | Cloppenburg, Oldenburg, Vechta               | Delmenhorst              |
| Hameln            | Hameln       | Hameln, Hildesheim, Holzminden, Schaumburg   |                          |
| Hannover          | Hannover     | Region Hannover                              |                          |
| Lüneburg          | Lüneburg     | Harburg, Lüchow-Dannenberg, Lüneburg, Uelzen |                          |
| Meppen            | Meppen       | Emsland, Grafschaft Bentheim                 |                          |
| Northeim          | Northeim     | Göttingen, Northeim, Osterode                |                          |
| Sulingen          | Sulingen     | Diepholz, Nienburg                           |                          |
| Oldenburg         | Oldenburg    | Ammerland, Friesland, Wesermarsch            | Oldenburg, Wilhelmshaven |
| Osnabrück         | Osnabrück    | Landkreis Osnabrück                          | Stadt Osnabrück          |
| Otterndorf        | Otterndorf   | Cuxhaven, Osterholz, Stade                   |                          |
| Verden            | Verden       | Heidekreis, Rotenburg (Wümme), Verden        |                          |
| Wolfsburg         | Wolfsburg    | Celle, Gifhorn, Helmstedt                    | Wolfsburg                |

### Verwaltungsreform 2014
Seit dem 1. Juli 2014 werden die Aufgaben der VKV und der NVL wieder in getrennten Behörden wahrgenommen. Dabei wurde die VKV im Landesamt für Geoinformation und Landesvermessung (Abkürzung weiterhin LGLN) reorganisiert. Die Anzahl der Regionaldirektionen wurde auf 9 reduziert. Die Verwaltungszweige der NVL wurden in die neu geschaffenen Ämter für regionale Landesentwicklung eingegliedert. Das Servicezentrum Landentwicklung und Agrarförderung wurde in eine eigenständige Behörde überführt.
Ein Ziel der Landesregierung Weil, der seit der Landtagswahl 2013 das Amt innehat, ist die Stärkung der landesspezifischen Regionen. Daraus folgt, dass vier Ämter für regionale Landesentwicklung (ArL) ähnlich der 2005 abgeschafften Bezirksregierungen eingeführt werden, unter deren Dach die staatlichen Förderinstrumente gebündelt werden. Die Verwaltungszweige der NVL führen durch die Instrumente Flurbereinigung und Strukturförderung ländlicher Raum (z. B. Dorferneuerung) einen Teil der Strukturförderung wahr, die im Wesentlichen aus den europäischen Fördertopf ELER entstammen. Diese hervorgehobene Bedeutung führt zur Eingliederung in die ArL. Gleichfalls wird mit der Reform die doppelte Dienst- und Fachaufsicht des MI und ML aufgegeben.

## Verwaltungsstruktur

### Geschäftsbereich Zentrale Aufgaben
In diesem Geschäftsbereich werden nicht-fachliche Angelegenheiten für alle Dienststellen der VKV geregelt. Dazu gehören etwa die übergeordnete Haushaltsführung, die Kosten-Leistungsrechnung oder die Beamtenausbildung.

### Geschäftsbereich Landesvermessung und Geobasisinformation
Dieser Geschäftsbereich wird als unselbstständiger Landesbetrieb innerhalb des Landesamtes geführt. Er nimmt weiterhin die Aufgaben der früheren LGN ein. Konkret handelt es sich dabei um die Teilbereiche Geoinformationsdienste (Einschließlich der Koordinierungsstelle für GDI-NI), Landesbezugssystem (u. a. die geodätischen Festpunktfelder) und Geotopographie (u. a. Kartographie und digitale Geländemodelle). Zusammen mit den nicht-fachlichen Zentralen Angelegenheiten bilden sie insgesamt vier Fachbereiche. Der Sitz ist in Hannover.

### Regionaldirektionen

#### Räumliche Zuständigkeitsbereiche
Die Aufgaben der VKV außerhalb der Landesvermessung werden in neun Regionaldirektionen (RD) wahrgenommen. Deren räumliche Abgrenzung ist an die Regionaldirektionen der Alt-LGLN bzw. GLL angelehnt. Im Einzelnen ergeben sich folgende Zuständigkeitsbereiche:
| Regionaldirektion      | Sitz         | Landkreise                                             | Kreisfreie Städte                   |
| ---------------------- | ------------ | ------------------------------------------------------ | ----------------------------------- |
| Aurich                 | Aurich       | Aurich, Friesland, Leer, Wittmund                      | Emden, Wilhelmshaven                |
| Braunschweig-Wolfsburg | Braunschweig | Celle, Gifhorn, Helmstedt, Peine, Wolfenbüttel         | Braunschweig, Salzgitter, Wolfsburg |
| Hameln-Hannover        | Hameln       | Hameln, Region Hannover, Hildesheim, Schaumburg        |                                     |
| Lüneburg               | Lüneburg     | Harburg, Lüchow-Dannenberg, Lüneburg, Uelzen           |                                     |
| Northeim               | Northeim     | Göttingen, Goslar, Holzminden, Northeim, Osterode      |                                     |
| Sulingen-Verden        | Sulingen     | Diepholz, Heidekreis, Nienburg, Verden                 |                                     |
| Oldenburg-Cloppenburg  | Oldenburg    | Ammerland, Cloppenburg, Oldenburg, Vechta, Wesermarsch | Delmenhorst, Oldenburg              |
| Osnabrück-Meppen       | Osnabrück    | Emsland, Grafschaft Bentheim, Landkreis Osnabrück      | Stadt Osnabrück                     |
| Otterndorf             | Otterndorf   | Cuxhaven, Osterholz, Rotenburg (Wümme), Stade          |                                     |

Die RD Lüneburg wurde unverändert aus dem Alt-LGLN übernommen. Ziel bei der Reduzierung der Regionaldirektionen war die Zusammenführung ganzer Alt-Regionaldirektionen. Dies gelang nur zum Teil. Lediglich die RD Osnabrück-Meppen besteht aus den entsprechenden gebietsgleichen Vorgängerinstitutionen. In anderen Fällen gelang die Zusammenführung nur unter Abspaltung einzelner Ämter bzw. Landkreise. So wurde für die RD Braunschweig-Wolfsburg zwar die gesamte RD Wolfsburg übernommen, aber aus der Alt-RD Braunschweig fiel der Landkreis Goslar an die RD Northeim. Sofern bei einer Fusion von Regionaldirektionen die beiden jeweils größten Teile der Alt-RD übernommen wurde, erhielt die neue RD einen Doppelnamen. Diese Benennung soll Außenstehenden auch die Zuordnung zwischen alten und neuen Regionaldirektionen erleichtern.

#### Aktuelle Organisationsstruktur und Aufgaben
Dezernat 1: Verwaltungsaufgaben
Dezernat 2: Geodatenmanagement

##### Dezernat 3: Katasteramt
Durch die Ausscheiden der NVL-Dezernate rücken die für das Liegenschaftskataster zuständigen Dezernate auf Position 3 (vormals Dezernate 5). Fortan erhalten die Dezernate wieder den Namen Katasteramt. Es bestehen weiterhin 53 Katasterämter. Durch die Zusammenfassung von Regionaldirektionen hat nun jede RD mehrere gleichrangige Dezernate 3 (3.1 bis 3.x). Eine detaillierte Übersicht zeigt folgende Tabelle:
| Regionaldirektion      | Dezernat 3.1 | Dezernat 3.2 | Dezernat 3.3         | Dezernat 3.4 | Dezernat 3.5  | Dezernat 3.6      | Dezernat 3.7  | Dezernat 3.8 |
| ---------------------- | ------------ | ------------ | -------------------- | ------------ | ------------- | ----------------- | ------------- | ------------ |
| Aurich                 | Aurich       | Emden        | Leer                 | Norden       | Wittmund      | Varel             | Wilhelmshaven |              |
| Braunschweig-Wolfsburg | Braunschweig | Peine        | Salzgitter           | Wolfenbüttel | Celle         | Gifhorn           | Helmstedt     | Wolfsburg    |
| Hameln-Hannover        | Hameln       | Hannover     | Alfeld               | Hildesheim   | Rinteln       |                   |               |              |
| Lüneburg               | Lüneburg     | Lüchow       | Uelzen               | Winsen       |               |                   |               |              |
| Northeim               | Northeim     | Göttingen    | Osterode             | Holzminden   | Goslar        |                   |               |              |
| Oldenburg-Cloppenburg  | Oldenburg    | Brake        | Westerstede          | Cloppenburg  | Delmenhorst   | Vechta            | Wildeshausen  |              |
| Osnabrück-Meppen       | Osnabrück    | Meppen       | Lingen               | Nordhorn     | Papenburg     |                   |               |              |
| Otterndorf             | Otterndorf   | Wesermünde   | Osterholz-Scharmbeck | Stade        | Bremervörde   | Rotenburg (Wümme) |               |              |
| Sulingen-Verden        | Sulingen     | Nienburg     | Syke                 | Verden       | Fallingbostel | Soltau            |               |              |

##### Dezernat 4: Wertermittlung, Städtebauliche Bodenordnung
Die Dezernate 4 sind für Fragestellungen rund um die Immobilienwertermittlung und städtebauliche Bodenordnungsmaßnahmen (Umlegung) zuständig. Die Gutachterausschüsse für Grundstückswerte (GAG) stellen zwar rechtlich eigenständige Institutionen dar, bedienen sich aber der Dezernate 4 als Geschäftsstellen, die die Arbeit der Gutachterausschüsse wie die Erstellung von Immobilienwertgutachten, die Erstellung des jährlichen Grundstücksmarktberichtes und das Führen der Kaufpreissammlung vorbereiten. Der Dezernatsleiter 4 ist in der Regel ebenfalls Vorsitzender des GAG.
Es gibt jeweils nur ein Dezernat 4 pro RD, da nach niedersächsischer Durchführungsverordnung zum BauGB nur ein GAG mit zugehöriger Geschäftsstelle vorzusehen ist. Der Sitz des Dezernates 4 ist in der Regel dem Sitz der RD zugeordnet.
Das Dezernat kann aber auf mehrere Standorte verteilt sein, was am Beispiel der RD Braunschweig-Wolfsburg zu sehen ist: Dort hat das Dezernat 4 Standorte in Braunschweig (zuständig für Stadt Braunschweig, Landkreis Peine, Stadt Salzgitter, Landkreis Wolfenbüttel), Celle (zuständig für den Landkreis Celle), Gifhorn (zuständig für den Landkreis Gifhorn) und Wolfsburg (zuständig für Stadt Wolfsburg und Landkreis Helmstedt).

##### Dezernat 5: Verschiedene Aufgabenbereiche
Nicht jede RD verfügt über Dezernat 5. Generell fallen alle Sonderaufgaben, die sich nicht anderen Bereichen zuordnen lassen (siehe früheres Dezernat 6), unter Dezernat 5. In der RD Oldenburg-Cloppenburg betrifft dies den Oberen Gutachterausschuss für Grundstückswerte und in der RD Hameln-Hannover den Kampfmittelbeseitigungsdienst.